# José Luiz Gomes de Vasconcelos

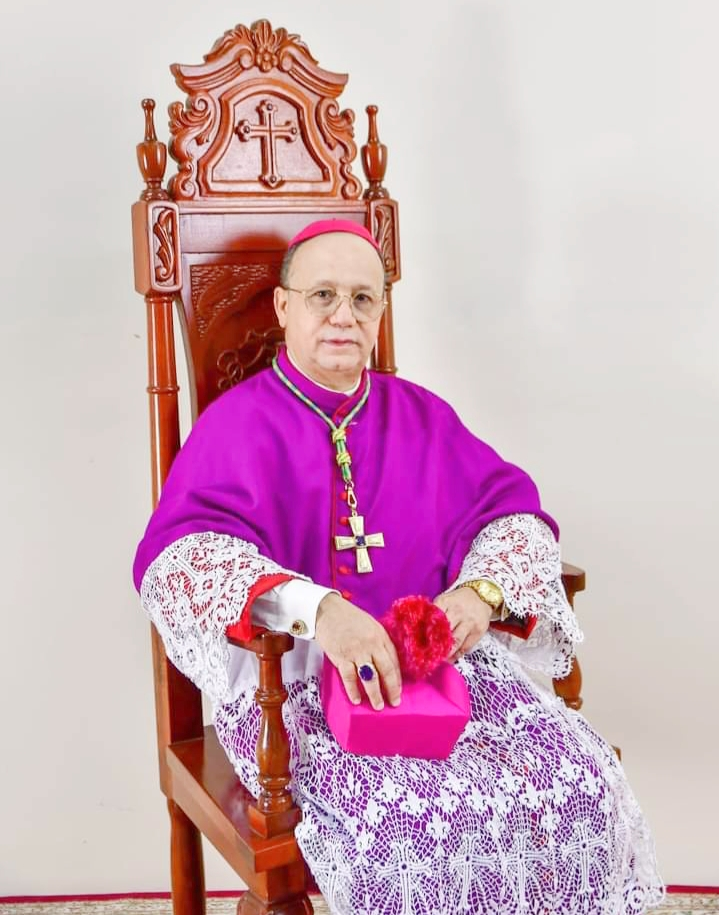
José Luiz Gomes de Vasconcelos, 2023

José Luiz Gomes de Vasconcelos (* 12. Mai 1963 in Garanhuns) ist ein brasilianischer Geistlicher und römisch-katholischer Bischof von Sobral.

## Leben
José Luiz Gomes de Vasconcelos empfing am 19. August 1989 die Diakonenweihe und der Bischof von Garanhuns, Tiago Postma, weihte ihn am 9. Dezember 1989 zum Priester.
Papst Benedikt XVI. ernannte ihn am 21. März 2012 zum Weihbischof in Fortaleza und Titularbischof von Canapium. Die Bischofsweihe spendete ihm der Bischof von Garanhuns, Fernando José Monteiro Guimarães CSsR, am 11. Juni desselben Jahres; Mitkonsekratoren waren José Antônio Aparecido Tosi Marques, Erzbischof von Fortaleza, und Bernardino Marchió, Bischof von Caruaru. Als Wahlspruch wählte er Pasce oves meas.
Am 1. Februar wurde er zum Apostolischen Administrator des vakanten Bistums Sobral ernannt. Papst Franziskus ernannte ihn 8. Juli 2015 zum Bischof von Sobral.